# Paolo Franchi
Pour les articles homonymes, voir Franchi.
Paolo Franchi, né le 13 octobre 1969 à Bergame, est un réalisateur italien.

## Biographie
Paolo Franchi fréquente en 1989 l'école Ipotesi cinema dirigée par Ermanno Olmi. 
Après une experience de « videomaker », il suit à Rome des cours de mise en scène et de réalisateur donnés par Nanni Loy, Giorgio Arlorio, Mauro Bolognini. 
Il réalise le court-métrage La storia che segue en 1994 avec Filippo Nigro, et Frammenti di sapienza en 1996.
En 2003, Paolo Franchi commence la réalisation de son premier long métrage La spettatrice, où joue, entre autres, Barbara Bobulova. Le film est bien accueilli par la critique. 
Dans son second film Nessuna qualità agli eroi en 2007, tourné dans un glacial Turin, Paolo Franchi tente une fusion entre le genre noir et le kammerspiel de Rainer Werner Fassbinder. 
En 2012, il tourne dans les Pouilles le film E la chiamano estate.
Le film est bien accueilli et présenté au Festival international du film de Rome :
- Paolo Franchi remporte le Prix de la meilleure réalisation.
- Marc'Aurelio d'Argento pour la meilleure actrice à Isabella Ferrari
- Nomination Marc'Aurelio d'Oro pour le meilleur film

## Filmographie
- 2005 : La Spectatrice (La spettatrice)
- 2007 : Nessuna qualita agli eroi
- 2012 : E la chiamano estate
- 2017 : Dove non ho mai abitato